# Salto Cavalcânti

Locatie in Paraná

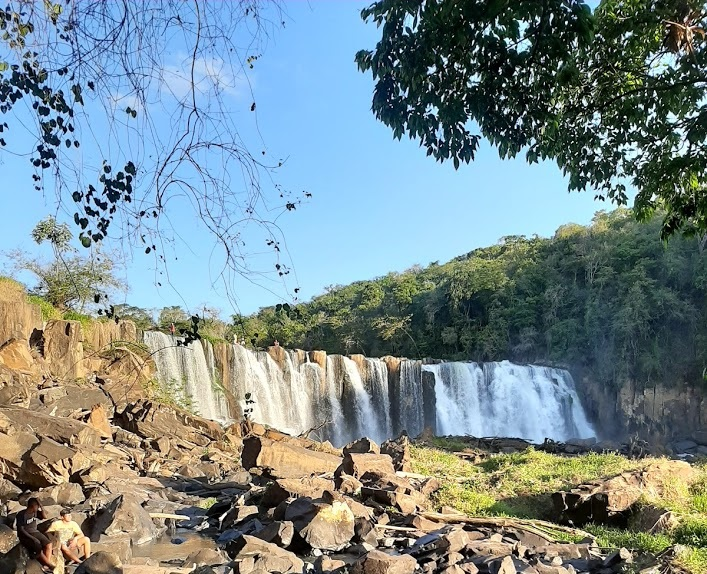
Salto Cavalcânti.

De Salto Cavalcânti is een waterval in de Cinzas-rivier in de Braziliaanse deelstaat Paraná. Heeft een 14 meter hoog en 150 meter lang.